# Caleta de Negros

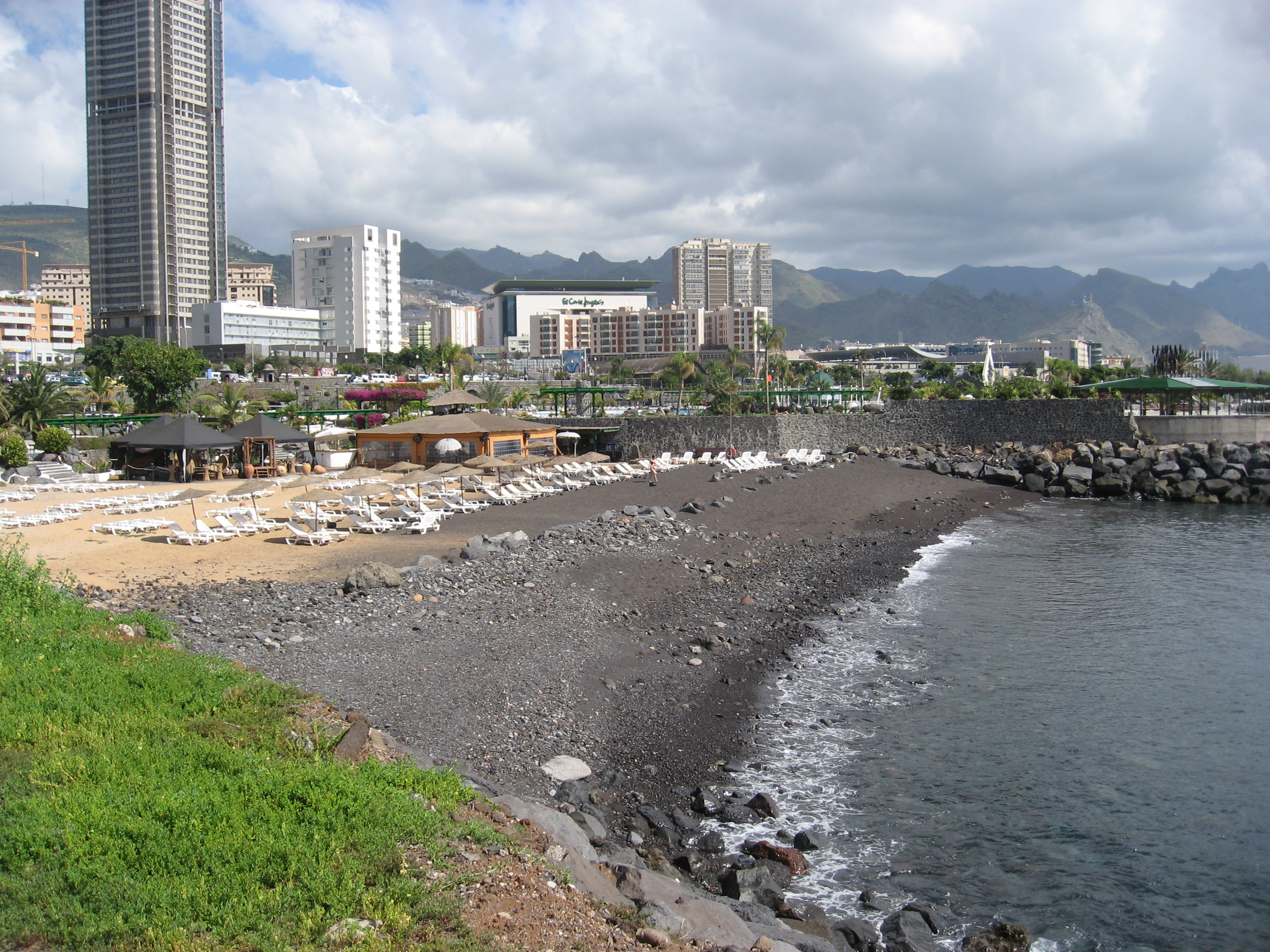
Caleta de Negros

La Caleta de Negros es una playa de arena volcánica de la ciudad de Santa Cruz de Tenerife (Canarias, España). Se encuentra entre el Parque Marítimo César Manrique y el Palmetum de Santa Cruz de Tenerife, muy cerca del puerto. Junto a la playa se encuentra el Castillo de San Juan.
La playa fue elegida por el adelantado Alonso Fernández de Lugo para el desembarco de 1200 soldados en la conquista de la isla el 1 de mayo de 1494.